# شتيفان روزينا
شتيفان روزينا هو سائق سيارة سباق ومهندس سلوفاكي، ولد في 15 يوليو 1987 في بوخوف في سلوفاكيا.

## وصلات خارجية
- الموقع الرسمي
- شتيفان روزينا على موقع DriverDB.com (الإنجليزية)